# Gare de Begijnendijk
La gare de Begijnendijk (en néerlandais : station Begijnendijk) est une halte ferroviaire belge de la ligne 16, de Lierre à Aarschot située sur la commune de Begijnendijk, dans la province d'Anvers en Région flamande.
C'est un point d'arrêt non gardé (PANG) de la Société nationale des chemins de fer belges (SNCB) desservi par des trains Omnibus (L) et d'Heure de pointe (P).

## Service des voyageurs

### Accueil
Halte SNCB, c'est un point d'arrêt non géré (PANG) à accès libre. L'achat des tickets s'effectue un automate de vente. Un parking pour les voitures et les vélos se trouve à proximité.
La traversée des voies s'effectue par les passages à niveau.

### Desserte
Begijnendijk est desservie par des trains Omnibus (L) et d'Heure de pointe (P) de la SNCB circulant sur la ligne commerciale 15 : Anvers - Lierre - Mol - Hasselt (voir brochure SNCB de la ligne 15).
En semaine comme les week-ends, la desserte est constituée de trains L reliant Anvers-Central à Louvain, via Aarschot. En semaine, plusieurs trains supplémentaires circulent en heure de pointe : trois trains P de Aarschot à Anvers-Central (le matin) ; un unique train P de Louvain à Anvers-Central via Aarschot (le matin) ; trois trains P d'Anvers-Central à Aarschot (l’après-midi).

## Comptage voyageurs
Ce graphique et tableau montre le nombre de voyageurs embarquant en moyenne durant la semaine, le samedi et le dimanche.
| Nombre de passagers qui embarquent à la gare de Begijnendijk | Nombre de passagers qui embarquent à la gare de Begijnendijk | Nombre de passagers qui embarquent à la gare de Begijnendijk | Nombre de passagers qui embarquent à la gare de Begijnendijk |
|                                                              | Semaine                                                      | Samedi                                                       | Dimanche                                                     |
| ------------------------------------------------------------ | ------------------------------------------------------------ | ------------------------------------------------------------ | ------------------------------------------------------------ |
| 1977                                                         | 230                                                          | 28                                                           | 13                                                           |
| 1978                                                         | 238                                                          | 19                                                           | 19                                                           |
| 1979                                                         | 256                                                          | 17                                                           | 11                                                           |
| 1980                                                         | 281                                                          | 21                                                           | 17                                                           |
| 1981                                                         | 385                                                          | 49                                                           | 64                                                           |
| 1982                                                         | 337                                                          | 48                                                           | 56                                                           |
| 1983                                                         | 350                                                          | 90                                                           | 52                                                           |
| 1984                                                         | 310                                                          | 42                                                           | 22                                                           |
| 1985                                                         | 258                                                          | 27                                                           | 27                                                           |
| 1986                                                         | 253                                                          | 20                                                           | 15                                                           |
| 1987                                                         | 252                                                          | 38                                                           | 27                                                           |
| 1988                                                         | 295                                                          | 52                                                           | 25                                                           |
| 1989                                                         | 288                                                          | 46                                                           | 52                                                           |
| 1990                                                         | 245                                                          | 43                                                           | 33                                                           |
| 1991                                                         | 255                                                          | 43                                                           | 32                                                           |
| 1992                                                         | 235                                                          | 46                                                           | 35                                                           |
| 1993                                                         | 295                                                          | 51                                                           | 39                                                           |
| 1994                                                         | 286                                                          | 62                                                           | 35                                                           |
| 1995                                                         | 261                                                          | 58                                                           | 42                                                           |
| 1996                                                         | 267                                                          | 51                                                           | 34                                                           |
| 1997                                                         | 246                                                          | 76                                                           | 57                                                           |
| 1998                                                         | 244                                                          | 40                                                           | 38                                                           |
| 1999                                                         | 244                                                          | 52                                                           | 50                                                           |
| 2000                                                         | 239                                                          | 44                                                           | 54                                                           |
| 2001                                                         | 254                                                          | 51                                                           | 49                                                           |
| 2002                                                         | 247                                                          | 54                                                           | 54                                                           |
| 2003                                                         | 206                                                          | 55                                                           | 50                                                           |
| 2004                                                         | 219                                                          | 62                                                           | 52                                                           |
| 2005                                                         | 245                                                          | 69                                                           | 47                                                           |
| 2006                                                         | 271                                                          | 74                                                           | 60                                                           |
| 2007                                                         | 281                                                          | 71                                                           | 82                                                           |
| 2008                                                         | -                                                            | -                                                            | -                                                            |
| 2009                                                         | 259                                                          | 109                                                          | 77                                                           |
| 2010                                                         | -                                                            | -                                                            | -                                                            |
| 2011                                                         | -                                                            | -                                                            | -                                                            |
| 2012                                                         | 250                                                          | 129                                                          | 146                                                          |
| 2013                                                         | 338                                                          | 109                                                          | 87                                                           |
| 2014                                                         | 315                                                          | 98                                                           | 88                                                           |
| 2015                                                         | 257                                                          | 76                                                           | 93                                                           |
| 2016                                                         | 311                                                          | 85                                                           | 95                                                           |
| 2017                                                         | 254                                                          | 92                                                           | 109                                                          |
| 2018                                                         | 272                                                          | 155                                                          | 103                                                          |
| 2019                                                         | 315                                                          | 108                                                          | 123                                                          |
| 2020                                                         | 162                                                          | 88                                                           | 67                                                           |
| 2021                                                         | -                                                            | -                                                            | -                                                            |
| 2022                                                         | 284                                                          | 148                                                          | 173                                                          |
| 2023                                                         | 257                                                          | 129                                                          | 94                                                           |
| 2024                                                         | 309                                                          | 158                                                          | 113                                                          |